# Pulvinaria tromelini
Pulvinaria tromelini är en insektsart som beskrevs av Mamet 1956. Pulvinaria tromelini ingår i släktet Pulvinaria och familjen skålsköldlöss. Inga underarter finns listade i Catalogue of Life.